# Melasina phaeogenes
Melasina phaeogenes är en fjärilsart som beskrevs av Edward Meyrick 1919. Melasina phaeogenes ingår i släktet Melasina och familjen säckspinnare. Inga underarter finns listade i Catalogue of Life.